# Haplogrup mitocondrial humà Z
L'haplogrup mitocondrial humà Z és un haplogrup humà que es distingeix per l'haplotip dels mitocondris.
Es creu que va sorgir a l'Àsia central i que descendeix de l'haplogrup M.
La seva major varietat es troba a Corea, al nord-est de la Xina, i a l'Àsia central. Tanmateix, la seva freqüència més elevada apareix a Rússia i entre els lapons, gent del nord d'Escandinàvia.